# Salmacina amphidentata
Salmacina amphidentata är en ringmaskart som beskrevs av Jones 1962. Salmacina amphidentata ingår i släktet Salmacina och familjen Serpulidae. Inga underarter finns listade i Catalogue of Life.